# David Kirkland
David Kirkland (26 de noviembre de 1878 – 27 de octubre de 1964) fue un director, actor y guionista cinematográfico de nacionalidad estadounidense, activo en la época del cine mudo.

## Biografía
Su verdadero nombre era David Henry Swim, y nació en 
San Francisco, California. Kirkland inició su carrera cinematográfica como actor, actuando en On the Desert's Edge, un western escrito y producido en 1911 por Broncho Billy Anderson para Essanay Studios en Chicago. 
En 1913, Kirkland pasó a la dirección, realizando a lo largo de su carrera cuarenta y cinco películas. También fue guionista, firmando una docena de guiones. Además, su nombre aparece como productor de un único film.

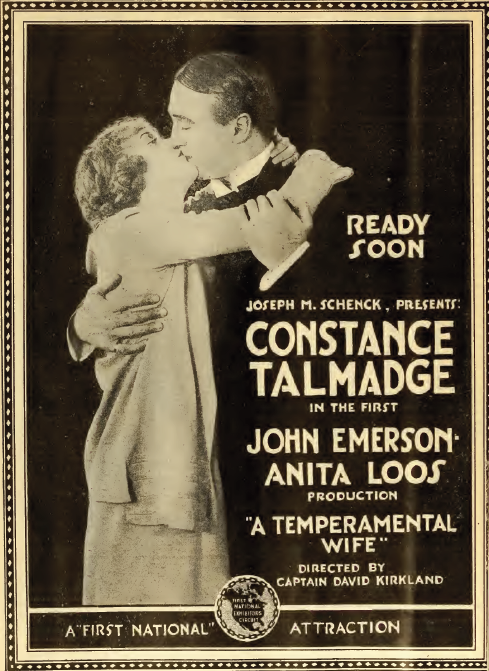
A Temperamental Wife, film dirigido por David Kirkland.

David Kirkland falleció en 1964 en Los Ángeles, California.

## Filmografía

### Director
- Children of the Forest (1913)
- That Pair from Thespia (1913)
- A Snakeville Courtship (1913)
- Dan Cupid: Assayer (1914)
- At Three O'Clock
- In and Out
- Ye Olden Grafter
- Willful Ambrose
- Ambrose's Little Hatchet
- Viewing Sherman Institute for Indians at Riverside
- The Butler's Busted Romance
- The Curse of a Name
- The Winning of Miss Construe
- The Crippled Hand
- The Woman Who Followed Me
- Shooting His 'Art Out
- A Milk-Fed Vamp
- Her Husband's Wife
- A Self-Made Lady
- A Temperamental Wife (1919)
- A Virtuous Vamp (1919)
- Nothing But the Truth
- In Search of a Sinner
- The Love Expert
- The Perfect Woman
- The Rowdy
- Barefoot Boy (1923)
- For Another Woman
- The Tomboy
- Who Cares
- All Around Frying Pan
- The Smash-Up
- The Tough Guy
- Hands Across the Border
- The Two-Gun Man (1926)
- A Regular Scout
- Uneasy Payments (1927)
- Yours to Command (1927)
- The Gingham Girl (1927)
- The Candy Kid (1928)
- Riders of the Cactus (1931)
- Flying Lariats (1931)
- Alma de México (1932)
- Pecados de amor (1934)
- El impostor (1937)

### Actor
- On the Desert's Edge (1911)
- Broncho Billy's Love Affair
- The Sheriff's Inheritance
- Broncho Billy's Gun Play, de Broncho Billy Anderson (1913)
- The Sheriff's Story, de Arthur Mackley (1913)
- The Ranchman's Blunder, de Arthur Mackley (1913)
- The Crazy Prospector, de Broncho Billy Anderson (1913)
- The Spirit of the Flag, de Allan Dwan (1913)
- Alkali Ike and the Hypnotist, de Broncho Billy Anderson (1913)
- The Life We Live, de Arthur Mackley (1913)
- The Powder Flash of Death
- The Picket Guard
- Mental Suicide
- Alkali Ike's Gal, de Jess Robbins (1913)
- Why Broncho Billy Left Bear Country, de Broncho Billy Anderson (1913)
- Broncho Billy Gets Square, de Broncho Billy Anderson (1913)
- The End of the Circle, de Jess Robbins (1913)
- Children of the Forest, de David Kirkland (1913)
- Broncho Billy's Christmas Deed, de Broncho Billy Anderson (1913)
- The Awakening at Snakeville, de Jess Robbins (1914)
- The Hills of Peace, de Lloyd Ingraham (1914)
- The Cast of the Die, de Jess Robbins (1914)
- Italian Love (1914)
- Dan Cupid: Assayer, de David Kirkland (1914)
- The Siren (1914)
- The Den of Thieves (1914)
- Hypnotic Power (1914)
- The Love Expert (1920)
- The Grapes of Wrath (1940)
- Brigham Young (1940)
- The Mayor of 44th Street (1942)
- Esta tierra es mía (1943)